# Brandywell Stadium
Brandywell Stadium – stadion piłkarski w Londonderry, w Irlandii Północnej. Obiekt może pomieścić 7700 widzów. Swoje spotkania rozgrywa na nim drużyna Derry City F.C.